# 1993–1994-es magyar női vízilabda-bajnokság
Az 1993–1994-es magyar női vízilabda-bajnokság a tizenegyedik magyar női vízilabda-bajnokság volt. A bajnokságban hat csapat indult el, a csapatok két kört játszottak. Az alapszakasz után az 1-4. helyezettek play-off rendszerben játszottak a bajnoki címért. Ettől az évtől 2004-ig a 3. helyért már nem játszottak, a jobb alapszakaszbeli helyezés döntött.
Az Eger SE új neve ÚVK Eger lett.

## Alapszakasz
| #  | Csapat               | M  | Gy | D | V | G+  | G-  | P  |
| -- | -------------------- | -- | -- | - | - | --- | --- | -- |
| 1. | Vasas SC-Plaket      | 10 | 9  | 0 | 1 | 122 | 53  | 18 |
| 2. | BVSC-Steffl          | 10 | 8  | 0 | 2 | 103 | 51  | 16 |
| 3. | Hungerit-Szentesi SC | 10 | 7  | 0 | 3 | 124 | 62  | 14 |
| 4. | OSC                  | 10 | 4  | 0 | 6 | 77  | 105 | 8  |
| 5. | ÚVK Eger             | 10 | 1  | 0 | 9 | 50  | 122 | 2  |
| 6. | Dunaújvárosi Vízmű   | 10 | 1  | 0 | 9 | 40  | 123 | 2  |

* M: Mérkőzés Gy: Győzelem D: Döntetlen V: Vereség G+: Dobott gól G-: Kapott gól P: Pont

## Rájátszás
Elődöntő: Vasas SC-Plaket–OSC 9–5, 14–4 és BVSC-Steffl–Hungerit-Szentesi SC 5–7, 5–7
Döntő: Vasas SC-Plaket–Hungerit-Szentesi SC 7–8, 4–6
A bajnok Szentes játékoskerete: Debreczeni Beáta, Erdőháti N. Anett, Geönczöl Anett, Huff Zsuzsa, Justin Viktória, Kádár Noémi, Tatjana Pantalina, Pengő Ágnes, Sipos Anett, Sipos Edit, Stieber Mercédesz, Tóth Gabriella, Tóth Noémi, Verbó Aliz, Végh Judit, Vincze Edit, edző: Tóth Gyula